# Lundaekonomerna
Lundaekonomerna, av kåren skrivet LundaEkonomerna, är en av nio studentkårer vid Lunds universitet som arbetar med utbildningsbevakning vid Ekonomihögskolan vid Lunds universitet, integrerar studenterna med näringslivet och skapar ett socialt sammanhang för sina medlemmar.
Lundaekonomerna är medlemmar i nätverket U9, ett nätverk för de största ekonomföreningarna i Sverige. Övriga medlemmar är Uppsalaekonomerna, EHVS, JSA, HHGS, SASSE, HHUS, ELIN och Föreningen Ekonomerna vid Stockholms universitet.

## Historia
Under många år hade diskussionerna pågått om att slå ihop de likartade ekonomföreningarna (Efsil och Flie) och Ekonomstudierådet vid Ekonomihögskolan vid Lunds universitet. Av olika anledningar förverkligades inte de förslag som fanns. 1994 kom dock att innebära en förändring. Runt om i landet fanns en tendens att skapa starkare intressesfärer för ekonomer.
Efsils ordförande Lennart Svanberg hade en storebror som tidigare varit ordförande för studierådet och under 1993 hade Flie under ledning av Henrik Zadig och Efsil under ledning av Per Leander gjort en avsiktsförklaring om att gå ihop 1994.
Tidigt i januari 1994 skapades en plan, vilken skulle resultera i en sammanslagen och gemensam förening för alla ekonomer som eventuellt skulle kunna få kårstatus.
I övergripande ordalag var alla Lundaekonomer överens om nödvändigheten av att kunna agera tillsammans men i dagliga livet kom frågor om utskottsval och ordnar att skapa starka konflikter. Detta resulterade i att man kunde officiellt presentera sammanslagningen vid en stor fest för Sveriges alla ekonomer strax innan jul 1994.
Lars Isaksson blev vald till Lundaekonomernas första ordförande och handledde arbetet under våren 1995, så att den officiella kårstatusen kunde skapas. Lundaekonomernas historia är inte så lång, men EFSIL (Ekonomiska Fakultetens Studenter i Lund) grundades redan 1961 och växte sig starka under hela perioden fram till att de och FLIE gick ihop och blev Lundaekonomerna. FLIE är internationella ekonomernas förening. Några av de utskott som Lundaekonomerna har idag är skapade under EFSIL:s tid. Ett av dem är eee som grundades tidigt 80-tal och fortfarande arrangeras i februari varje år. Nådiga Lundtans föregångare Mammon var EFSIL:s medlemstidning. Mammon var under 90-talet lunds näst största studenttidning. Den större var Lundagård som alla lundastudenter fick genom kårobligatoriet.  
2011 går studentföreningen LUSIFER med och blir en del av Lundaekonomerna från att tidigare varit en del av Samhällsvetarkåren i Lund.

## Verksamhet
Lundaekonomerna består av fyra olika ben, ett grönt, ett blått, ett gult och ett generellt ben. Vardera ben består i sin tur av kommittéer som är de som utför kärnverksamheten i organisationen. Varje kommitté ser olika ut med olika mängder medlemmar och syften. 

### Gröna benet
Det gröna benet består av kommittéer som är ansvariga för utbildningsbevakningen på institutionsnivå och andra kommittéer som stöder organisationen och de andra kommittéerna. Det gröna benet är också fokuserade på att lära Lundaekonomernas medlemmar nya färdigheter. 
De kommittéer som är del av det gröna benet är: 
- Education Committee
- Marketing Group
- Treasury Committee
- LE Case and Consulting Club
- LE Sustainability

### Blåa benet
Det blåa benet består av kommittéer som är ansvariga för att arrangera karriärevents och hjälpa våra medlemmar att hitta sina framtida drömjobb. 
De kommittéer som är del av det blåa benet är:
- Corporate Relations Committee
- Eeedays
- Corporate Challenge
- Lund European Business Tour
- Samday
- Wilma (Women in Lund Mentor Association)

### Gula benet
Det gula benet består av kommittéer som fokuserar på att ge medlemmarna en social context och skapa vänner under studietiden. 
De kommittéer som är del av det gula benet är:
- International Committee
- Social Committee
- Novice Committee
- LE Band
- LE Choir
- LE Sports
- Master Committee
- Nådiga Lundtan
- Sexmästeriet
- Vinterbalen
- Vieriet
- Novischeriet

### Generella benet
Det generella benet består av kommittéer som är viktiga för att organisationen ska fungera och drivas på ett så smidigt sätt som möjligt. 
De kommittéer som är del av det generella benet är: 
- Speakers
- Quartermaster
- The Alumni Project (paused)
- Nominations